# إدوارد جوزيف كيلي
إدوارد جوزيف كيلي (بالإنجليزية: Edward Joseph Kelly) هو سياسي أمريكي، ولد في 1 مايو 1876 في شيكاغو في الولايات المتحدة، وتوفي بنفس المكان في 20 أكتوبر 1950 بسبب قصور القلب. حزبياً، نشط في الحزب الديمقراطي. وقد انتخب عمدة شيكاغو ‏.